# Distrito de Atavillos Alto

Provincia de Huaral en el Departamento de Lima

El distrito de Atavillos Alto es uno de los doce que conforman la provincia de Huaral, ubicada en el departamento de Lima, en el Perú. Administrativamente se halla en la circunscripción del Gobierno Regional de Lima.  Limita por el Norte con los distritos de Santa Cruz de Andamarca y el Pacaraos; por el Este con el departamento de Pasco; por el sur con la provincia de Canta; y, por el oeste con el distrito de Atavillos Bajo y el distrito de San Miguel de Acos.
Dentro de la división eclesiástica de la Iglesia Católica del Perú, pertenece a la Diócesis de Huacho

## Historia
Al producirse la Emancipación, al transformarse los partidos en provincias y las reducciones en distritos, se creó la Provincia de Canta, y Atavillos Alto pasó a ser uno de sus distritos, por Reglamento Provisorio del 12 de febrero de 1821, dado por el Libertador José de San Martín, y confirmado por Ley del 2 de enero de 1857, dada por el presidente Ramón Castilla,
cuya capital era en ese entonces la Villa Purísima de Concepción de Pasa. Por
Ley Regional N° 463 de fecha 16 de agosto de 1921, se otorgó el Título de “Villa de Pirca”, a la actual capital del distrito, con sus anexos: Pasac, Huaroquín, Chisque, Cormo, y Baños.
El 11 de mayo de 1976 mediante Ley N.º 21488 de creación de la Provincia de Huaral, suscrita por el presidente Francisco Morales Bermúdez, pasó a formar parte de la provincia recién creada.

## Geografía
El distrito tienen una superficie de 347,69 km². Su población supera los 2000 habitantes. La capital del distrito se encuentra en la ciudad de Pirca, situada a una altitud de 3 255 metros sobre el nivel del mar.
Este distrito se ubica en la parte alta de la cuenca del río Chilamayo entre los distritos de Santa Cruz de Andamarca y Atavillos bajo. En la parte baja colinda con el río Chancay.

## División administrativa
El distrito está formado por dos pueblos, cuatro caseríos y dos unidades agropecuarias.
Sus principales poblaciones son:
- San Pedro de Pirca
- Santa Cruz de Cormo
- San Pedro de Huaroquin
- Santiago de Chisque
- Inmaculada Concepción de Pasac
- San José de Baños

## Autoridades

### Municipales
- 2019 - 2022
  - Alcalde: Martha Isabel Baldeon Remuzgo (Patria Joven)
  - Regidores: Edinson Ciro De La Cruz Callupe (Patria Joven), Ana María Álvarez Leandro (Patria Joven), Cirilo Lorenzo Toribio Osorio (Patria Joven), Dolores Huamán Huayhua (Patria Joven), Irene Castañeda Liceta (Mrucl).

- 2015 - 2018
  - Alcalde: César Augusto Liceta Quispe, Movimiento Concertación para el Desarrollo Regional (CDR).
  - Regidores: Marcos Marcelino De La Cruz Gerónimo (CDR), Rosa Melva Aguedo Aquino (CDR), Yomira Anabel Baltazar De La Cruz (CDR), Mercedes Liliana Calderón Higidio (CDR), Pablo Donato Navarro Suárez (Patria Joven).
- 2011 - 2014 
  - Alcalde: Abraham Luciano Castillo Lluque, del Movimiento Fuerza Regional (FR).
  - Regidores (2012-2014): Nicolás Alberto Espíritu Floriano (FR), Santiago Castillo Aguedo (Acción Popular), David Yauri Aquino (Acción Popular), Merlín .Aleyda Lluque Morales (Acción Popular), Elena Rogelia Álvarez Naupari (Acción Popular).
  - Regidores (2011-2012): Humberto Apolinario Lluque (FR), Leslie Cynthia Flores Albino (FR), Ana María Álvarez Leandro (FR), Luis Roger Romero Soto (FR), Elvis Francisco Félix Alberto (Acción Popular).
- 2007 - 2010
  - Alcalde: Rosario Norma Huamán Castillo.

### Policiales
- Comisaría de Huaral
  - Comisario: Cmdte. PNP. Oswaldo Freddy Echevarria López.[2]

### Religiosas
- Diócesis de Huacho[3]
  - Obispo de Huacho: Mons. Antonio Santarsiero Rosa, OSI.
- Parroquia[4]
  - Párroco: Pbro. .

## Economía
La actividad económica principal del distrito es la agricultura. Predomina el cultivo de habas, maíz, papa, olluco, etc y otros cultivos de árboles frutales entre los que destacan el manzano, el melocotonero, el peral y la palta. También se dedican a la ganadería.

## Festividades
- Señor de los Milagros